# Darling Nikki
«Darling Nikki» es una canción producida, arreglada, compuesta e interpretada por el músico estadounidense Prince y originalmente lanzada en su álbum de 1984, Purple Rain, ganador del Premio Grammy. Aunque la canción no se lanzó como sencillo, ganó notoriedad por sus letras sexuales y, en particular, una referencia explícita al onanismo. 

## Canciones versionadas
El rapero  Tupac Shakur se inspiró en «Darling Nikki» para la canción «Heartz of Men» en su álbum de 1996, All Eyez on Me.
Rihanna versionó la canción en su Loud Tour 2011.
En 1995, Whale lanzó una versión de su sencillo «Pay for Me».
En 1996, la banda Chum lanzó una versión de portada de su lanzamiento de Century Media, Dead to the World.
En 1997, Three 6 Mafia lo probó en su canción «The End» de su álbum Chapter 1: The End.
En 1998, como parte de la compilación Do Me Baby: Austin Does Prince, los Asylum Street Spankers lanzaron una versión acústica de esta canción.
- Datos: Q5223932